# Sutter Creek
Sutter Creek ist eine Kleinstadt und City im Amador County im US-Bundesstaat Kalifornien mit 2646 Einwohnern (Stand: 2020).

## Geographie
Die Stadt liegt am Fuß der Sierra Nevada, 12 Kilometer östlich von Ione, 45 Kilometer südlich von Coloma und 55 Kilometer südöstlich von Sacramento. Die California State Route 49 verläuft mitten durch Sutter Creek.

## Geschichte

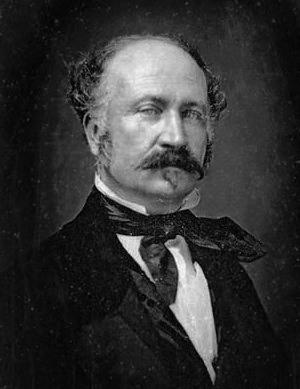
Johann August Sutter um 1850

Als bei den Bauarbeiten für ein mit Wasserkraft zu betreibendes Sägewerk (Sutter’s Mill) von Johann August Sutter in Coloma im Jahr 1848 zufällig ein Goldnugget gefunden wurde, war dies der Beginn des Kalifornischen Goldrauschs. Viele Goldsucher ließen sich daraufhin in der Gegend nieder, so auch an dem nach dem Sägewerksbesitzer benannten in der Nähe fließenden Bach „Sutters Creek“. Die neue Siedlung wurde zeitweise Sutter, Sutter's Creek, Suttercreek oder Sutterville genannt, bevor sie schließlich ebenfalls den Namen Sutters Creek erhielt. Dort wurde nun intensiv nach Gold geschürft und es wurden Minen, beispielsweise die Old Eureka Mine und die Sutter Creek's Union Mine geöffnet. Außer Gold wurden auch wertvolle Mineralien gefunden und abgebaut. Eigentümer oder Mitbesitzer der Minen waren so bedeutende Persönlichkeiten wie Hetty Green und Leland Stanford. Auch Gießereien und Metallbearbeitungsbetriebe wie die Knight Foundry wurden in Betrieb genommen.
Nach dem Ende des Goldrauschs verließen viele Abenteurer den Ort wieder, der heute als Touristenzentrum und Altersruhesitz gefragt ist. Zunehmend gewinnt die Umgebung aufgrund der klimatisch günstigen Lage als Weinanbaugebiet an Bedeutung, im Besonderen wird die Rotweinsorte Zinfandel angebaut.

## Demografische Daten
Im Jahr 2014 wurde eine Einwohnerzahl von 2467 Personen ermittelt, die zu diesem Zeitpunkt ein Durchschnittsalter von 53,9 Jahren besaßen, das damit deutlich über dem Durchschnittswert von Kalifornien mit 35,7 Jahren lag. Gegenüber dem Jahr 2000 betrug der Bevölkerungszuwachs 7,1 %.

## Söhne und Töchter der Stadt
- William J. Coyle (1888–1977) – Politiker
- Joseph Eddy Fontenrose (1903–1986) – Philologe und Religionswissenschaftler
- F. Carlton Ball (1911–1992) – multidisziplinärer Künstler in den Bereichen Malerei, Schmuck, Bildhauerei und Keramik